# Agron Rufati
Agron Rufati (mac. Агрон Руфати; ur. 6 kwietnia 1999 w Zagrzebiu) – północnomacedoński i chorwacki piłkarz pochodzenia albańskiego, członek północnomacedońskich reprezentacji U-18, U-19 i U-21.